# Шевцова, Елена Николаевна
Елена Николаевна Шевцова (род. 20 июля 1974) — российская футболистка, защитник. Провела футбольную карьеру в клубах чемпионата России. Выступала за сборную Белоруссии. Лучшая футболистка Белоруссии (2005).

## Спортивная карьера
Вызывалась в стан сборной Белоруссии. В отборе на чемпионат Европы 1997 сыграла четыре матча и забила два гола, в квалификации на чемпионат мира 1999 провела одну игру, а в отборе на чемпионат мира 2007 — семь игр
Выступала за тольяттинскую «Ладу». Вместе с командой одерживала победу в чемпионате и трижды завоёвывала серебро этого же турнира, дважды побеждала в Кубке России. Включалась в список 33 лучших футболисток по итогам сезона (2004, 2005). В 2005 году была признана лучшей футболисткой Белоруссии. В составе «Лады» провела шесть матчей в Кубке УЕФА.
В 2006 году являлась игроком ногинской «Надежды», вместе с которой стала бронзовым призёром чемпионата. Перед началом сезона 2007 года стала перешла в СКА-Ростов-на-Дону, который дебютировал в высшем дивизионе. В 2007 году вернулась в «Ладу», с которой добилась выхода в высший дивизион. В 2009 году завершила спортивную карьеру, проживает в Переволоках.

## Достижения
«Лада»
- Чемпион России: 2004
- Серебряный призёр чемпионата России (3): 2002, 2003, 2005
- Серебряный призёр первого дивизиона России: 2008
- Обладатель Кубка России (2): 2003, 2004

«Надежда»
- Бронзовый призёр чемпионата России: 2006